# Tetra Classic

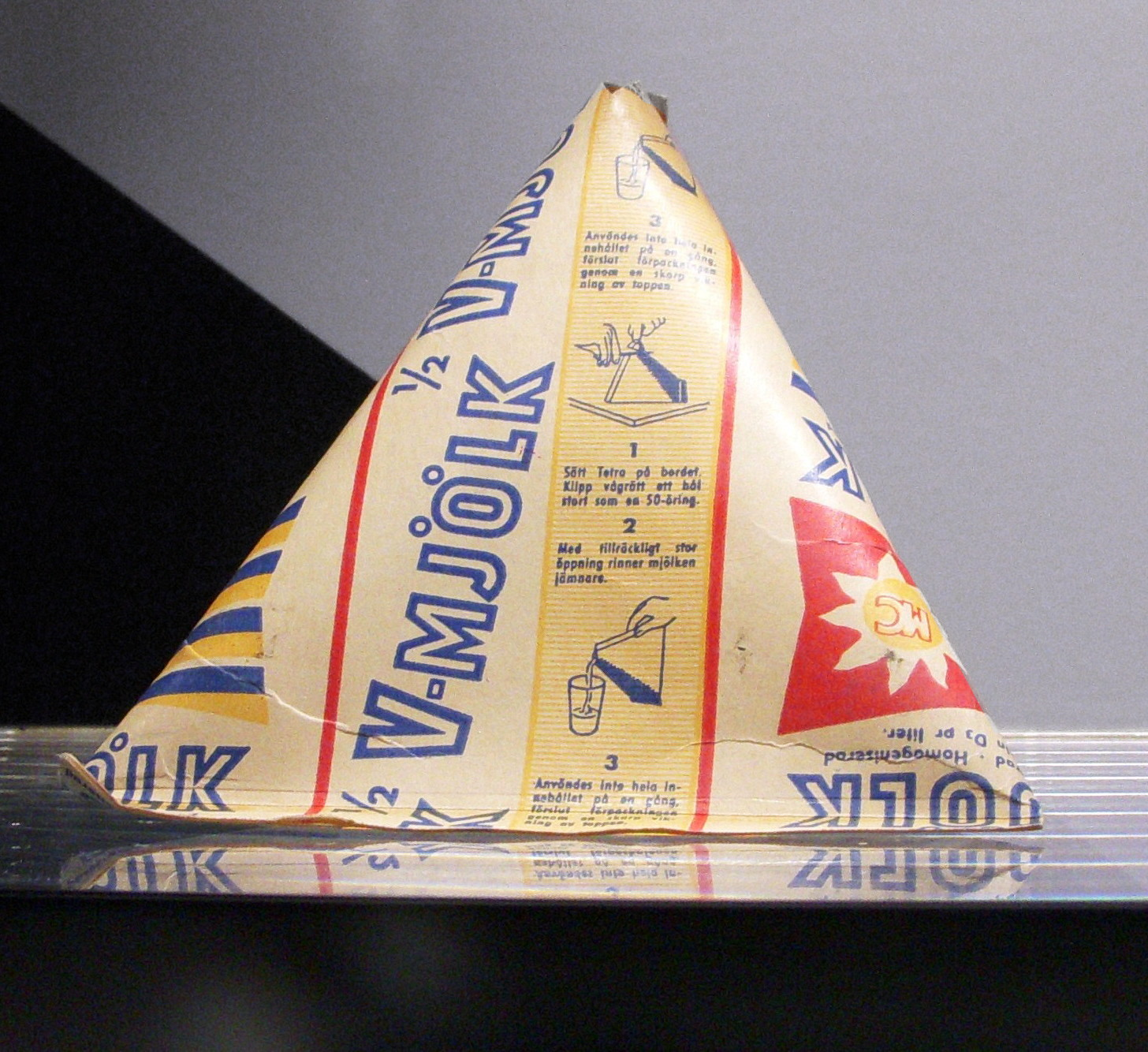

Tetra Classic — картонная упаковка в форме тетраэдра для хранения молока и молочных продуктов, созданная в 1950 году компанией «Тетра Пак» (Tetra Pak).

## История
Шведская компания «Тетра Пак» была основана в 1951 году Рубеном Раусингом. Официально утверждается, что упаковку в виде тетраэдра изобрёл сам Раусинг. Однако, согласно другой версии, идея принадлежит лаборанту фирмы Эрику Валленбергу. По рассказам, Эрик сильно простудился и в одном из беспокойных снов увидел, как концы бумажного цилиндра сжимаются в разных направлениях. Однако Раусинг, подавая на патент, вычеркнул из заявки фамилию Валленберга.
Рассказывают, что таким же образом он присвоил себе другую идею — технологию наполнения и герметического закрывания тетраэдра, которую придумал рядовой специалист фирмы Эрик Торудт.
Упаковка «Тетра Классик» (Tetra Classic) была пущена в производство в 1952 году (более популярный в настоящее время вид упаковки — параллелепипед «Тетра Брик» (Tetra Brik) был создан в 1963 году).
Одним из существенных недостатков этого вида пакетов была невозможность плотной упаковки их в ящики и контейнеры прямоугольной формы (для их хранения использовались специальные шестиугольные контейнеры), что приводило к непроизводительному росту транспортных и складских расходов.

### В СССР
С 1959 года поставлялась и использовалась в СССР, где эти упаковки обычно назывались «пирамидками», «треугольничками».
Выпускались разной ёмкостью: 0,5 литра (для молока и кефира), 0,25 литра (молоко, сливки, биолакт) и 0,1 литра (для сливок, выпускалась в год Олимпиады-80). Они были оформлены по-разному, в зависимости от вида продукта: так, пакеты для пастеризованного молока и для молока стерилизованного имели разные рисунки.
В 1980-е «треугольный пакет» был в значительной мере вытеснен из советского быта другими упаковками.

### Возрождение классического тетраэдра

Упрощенное изображение технологии изготовления пакетов в виде тетраэдра

В августе 2005 года компания объявила, что возобновляет производство технологии упаковки в форме тетраэдра. Эти технологии не производились с 1960 года, так как популярность этого вида упаковки снизилась. Компании, которые продолжали выпускать такие упаковки, пользовались старым оборудованием. Теперь компания объявила, что классическая упаковка снова приобретает популярность, чему способствовало тестирование новой производственной линии А1, разработанной компанией, в 30 странах Азии и Южной Америки. В этих странах производство классического тетраэдра достигло одного миллиарда в октябре 2004 года — уровень, к которому производство не возвращалось на протяжении 22 лет. За время тестирования компания продала около 100 аппаратов по производству и наполнению тетраэдров. Компания утверждает, что упаковки Tetra Classic и Tetra Brik не конкурируют, так как имеют различные рынки сбыта. Классическая упаковка пользуется спросом в развивающихся странах.
А1, новая производственная линия по производству тетраэдров, изготовляет до 13 тыс. пакетов в час. Она построена на модульном принципе, что позволяет обновление по мере развития технологии. Линия выпускает упаковки Tetra Classic ёмкостью от 65 до 200 мл.

## Технология производства
Технология производства треугольных пакетов такова: в длинную трубу из картона, соединённого с полиэтиленом, непрерывно подаётся молоко. Труба пережимается и в месте пережатия термически сваривается. Затем точно так же пережимается и сваривается чуть выше, но с поворотом второго шва на 90° в той же плоскости. При двойном пережатии в разных плоскостях трубка складывается в пирамиду. Так получается лента из заполненных продуктом пирамид, которые затем разрезаются по середине швов.